# Spoonerismo

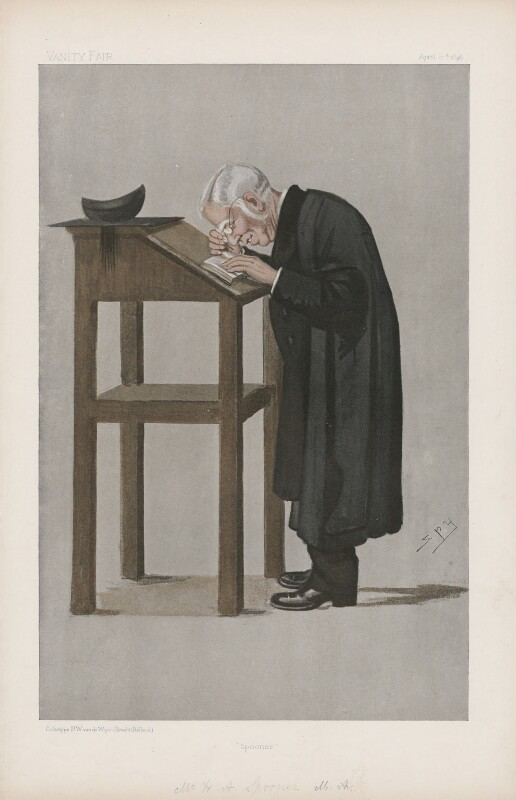
William Archibald Spooner, da cui deriva il termine "spoonerismo"

Lo spoonerismo (inglese: spoonerism) è un gioco di parole in cui vengono scambiati i suoni (in genere le lettere o le sillabe iniziali) di due vocaboli (vedi metatesi), formandone altri che cambiano completamente il senso della frase e generando così effetti assurdi e spesso comici. Prende il nome dal reverendo William Archibald Spooner (1844-1930), rettore del New College di Oxford, famoso per commettere spesso questo errore nei suoi discorsi.
Sebbene gli spoonerismi nascano comunemente da errori involontari della lingua, in inglese vengono spesso usati di proposito per creare giochi di parole.

## Esempi
La maggior parte delle citazioni attribuite a Spooner sono apocrife; The Oxford Dictionary of Quotations (3ª edizione, 1979) elenca solo uno spoonerismo comprovato: The weight of rages will press hard upon the employer ("Il peso delle collere incalzerà duramente il datore di lavoro", al posto di rate of wages, "tasso dei salari"). Spooner riconobbe ufficialmente un solo spoonerismo, riferito a un inno: The Kinquering Congs Their Titles Take: letteralmente, "I gorilla piegatori i loro titoli prendono", anziché The Conquering Kings Their Titles Take, ossia "I re conquistatori i loro titoli prendono". In effetti, è probabile che la maggior parte degli spoonerismi non siano mai stati pronunciati dallo stesso William Spooner, ma composti piuttosto per passatempo da colleghi e studenti.
Richard Lederer, scrittore ed esperto di giochi linguistici, nel definire Kinkering Kongs Their Titles Take (con una diversa ortografia) uno dei "pochi" spoonerismi autenticati, lo fa risalire al 1879, ed elenca nove citazioni "attribuite a Spooner, la maggior parte in modo spurio". Ecco alcune delle più famose, con la relativa traduzione italiana (ovviamente del tutto approssimativa e opinabile nel caso dei bisticci linguistici, che in realtà sono spesso intraducibili):
- The Lord is a shoving leopard ("Il Signore è un leopardo che spintona") invece di The Lord is a loving shepherd ("Il Signore è un amorevole pastore")
- It is kisstomary to cuss the bride (letteralmente "È bacio-a-Maria prendere a parolacce la sposa") al posto di It is customary to kiss the bride ("È d'uso baciare la sposa")
- Mardon me, padam, this pie is occupewed. Can I sew you to another sheet? ("Serdonatemi, pignora, questa torta è occuputa. Posso cucirvi ad un altro lenzuolo?") invece di Pardon me, madam, this pew is occupied. Can I show you to another seat? ("Perdonatemi, signora, questo banco è occupato. Posso accompagnarvi ad un altro posto?")
- You have hissed all my mystery lectures. You have tasted a whole worm. Please leave Oxford on the next town drain. (letteralmente: "Lei ha sibilato tutte le mie lezioni di mistero. Ha assaggiato un verme intero. La prego di lasciare Oxford con la prossima fogna urbana") invece di You have missed all my history lectures. You have wasted a whole term. Please leave Oxford on the next down train. ("Lei ha perso tutte le mie lezioni di storia. Ha sprecato un semestre intero. La prego di lasciare Oxford con il prossimo treno per la provincia").[5]